# پایداری (نشریه)
پایداری یک نشریه علمی ماهانه بررسی شده با دسترسی آزاد است که توسط نشر ام‌دی‌پی‌آی منتشر می‌شود. این نشریه در سال ۲۰۰۹ تأسیس شد. این مجله به بررسی احتمال پایداری فرهنگی، زیست‌محیطی، اقتصادی و اجتماعی انسان‌ها می‌پردازد.

## چکیده و نمایه سازی
این مجله در پایگاه‌های زیر نمایه داده شده‌است:
- دسترسی به پژوهش‌های جهانی برخط کشاورزی
- دسترسی برخط کشاورزی
- سی‌ای‌بی مستقیم
- خدمات چکیده‌های شیمی
- راهنمای مجلات دسترسی آزاد
- ای-هلوتیکا
- اینسپک
- گزارش استنادی مجلات
- مقالات پژوهشی اقتصاد
- گزارش استنادی مجلات
- اسکوپوس
- نمایه استنادی علوم اجتماعی

 براساس گزارش استنادی مجلات، مجله دارای ضریب تأثیر ۵ ساله ۲٫۱۷۷ و ضریب تأثیر ۲٫۰۷۵ است.